# 施皮茨貝格山 (洪茨海姆山)
48°5′57″N 16°57′1″E / 48.09917°N 16.95028°E

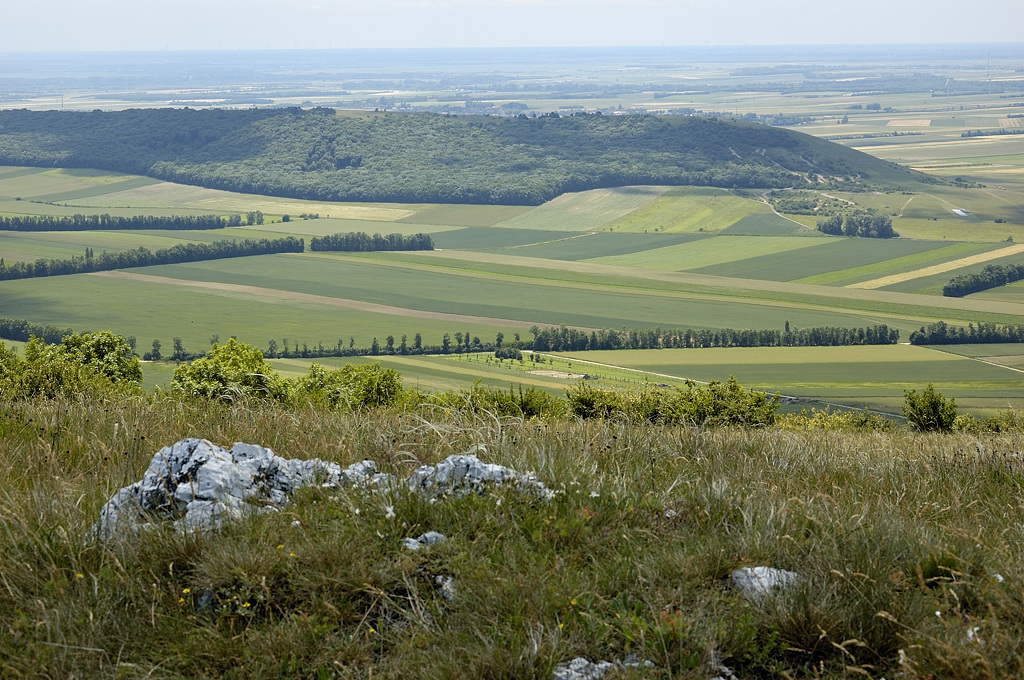

施皮茨貝格山（德語：Spitzerberg），是奧地利的山峰，位於該國東北部，由下奧地利州負責管轄，屬於洪茨海姆山的一部分，海拔高度302米，每年平均降雨量847毫米。